# Tone Åse

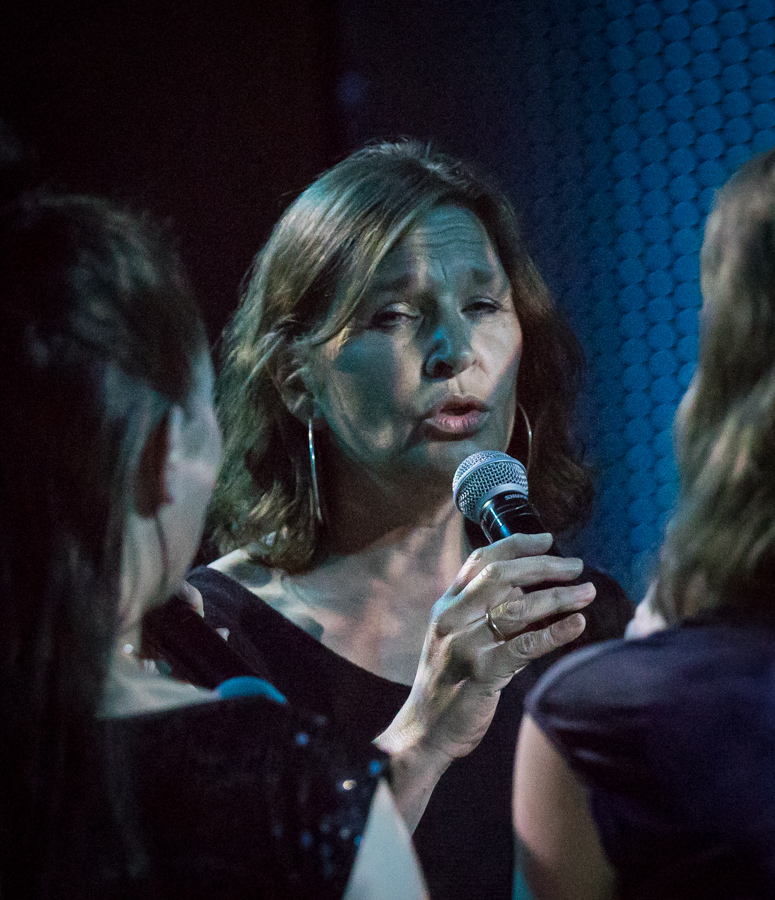
Tone Åse, 2017

Tone Åse (* 24. Februar 1965) ist eine norwegische Sängerin, deren Stil durch den experimentellen Umgang mit ihrer Stimme, häufig auch mittels elektronischer Effekte, geprägt ist.
Tone Åse hat ihre musikalische Ausbildung, u. a. eine klassische Gesangsausbildung, in Bergen und an den Musikkonservatorien von Trøndelag und Trondheim durchlaufen. Seit 1991 gehört sie dem experimentell ausgerichteten Vokalensemble Kvitretten an und war somit ein Mitglied der ersten Stunde. 1995 gründete sie zusammen mit dem Keyboarder Ståle Storløkken, dem Saxofonisten Tor Yttredal und dem Schlagzeuger Tor Haugerud die Band Bol, deren Musik eine Mischung aus progressivem Rock, Jazz,  elektronischer Musik sowie Pop und Folk darstellt. Des Weiteren tritt sie als Mitglied der Trondheim Voices, einem Gesangsensemble, das sich aus Musikern der Region Trondheims zusammensetzt, auf. Neben ihrer aktiven Rolle als Sängerin widmet sich Tone Åse auch verschiedenen musikpädagogischen Projekten.

## Diskografie

### Mit Bol
- 2001 Bol
- 2005 Silver Sun
- 2008 Skylab
- 2012 Numb, number (BOL / Westerhus / Snah)

### Mit Kvitretten
- 1996 – Voices
- 1999 – Everything turns
- 2002 – Kloden er en snurrebass som snurrer oss

### Als Gastmusikerin
- 1999 – Det bor en gammel baker... – Eldbjørg Raknes

| Personendaten    | Personendaten        |
| ---------------- | -------------------- |
| NAME             | Åse, Tone            |
| KURZBESCHREIBUNG | norwegische Sängerin |
| GEBURTSDATUM     | 24. Februar 1965     |